# Blastobasis eriobotryae
Blastobasis eriobotryae é uma espécie de mariposa do gênero Blastobasis pertencente à família Coleophoridae.